# شهرک سینمایی و تلویزیونی ایران
شهرک سینمایی و تلویزیونی علی حاتمی (شهرک سینمائی غزالی سابق) یا شهرک علی حاتمی نام محوطه بزرگی است در غرب تهران که در آن دکورهای خیابان‌ها و ساختمان‌های مربوط به فیلم‌ها و سریال‌های ایرانی ساخته و نگهداری می‌شود. تقریباً تمام دکورهای شهرک سینمایی ایران مربوط به دورهٔ پهلوی است؛ اما در این شهرک دکور کوفه هم ساخته شده‌است. همچنین دکورهای این شهرک دکورهای ساختمان‌ها و خیابان‌هایی هستند که واقعاً در تهران قدیم وجود داشتند. از دیگر دکورهای ساخته‌شده در این شهرک، دکور شهر اورشلیم است که در سریال‌ها و فیلم‌های سینمایی بسیاری استفاده شده‌است. این شهرک که در بزرگراه لشگری جای گرفته‌است، در سال ۱۳۵۸ توسط کارگردان ایرانی، علی حاتمی ساخته شد.

## تاریخچه

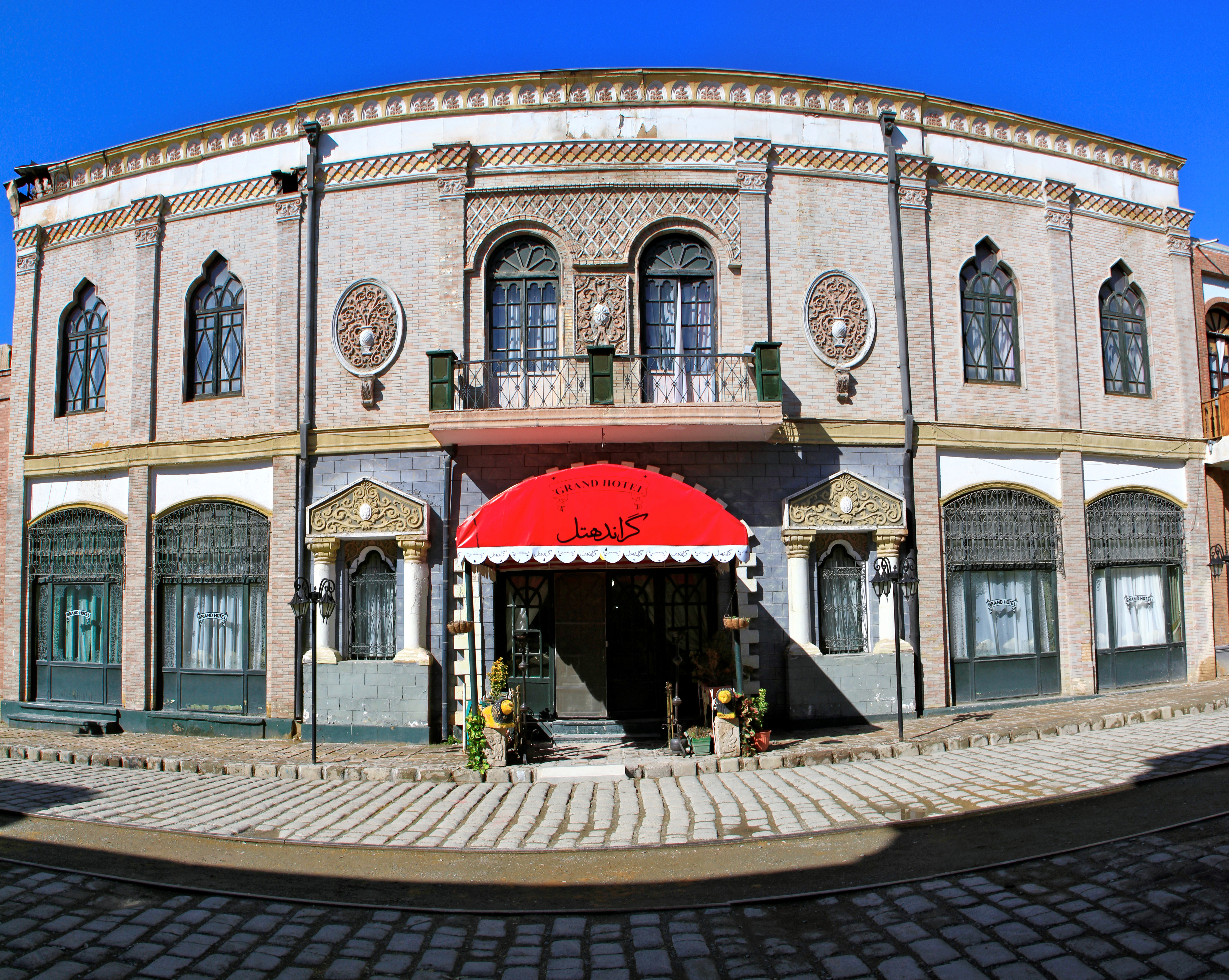
نمای بازسازی شده گراند هتل

احداث شهرک سینمایی در سال ۱۳۵۸، به طرح و پیشنهاد علی حاتمی، کارگردان سینمای ایران، آغاز شد. طرح علی حاتمی و ولی‌الله خاکدان تولید سریالی با مضمون تاریخ سیاسی معاصر ایران بود که فاصله‌ای کوتاه از اوایل دوره رضاشاه را در بر می‌گرفت. در این دوره، عده‌ای از آزادی‌خواهان پنهانی، با تشکیل کمیته مجازات، اقدام به ترور سران مملکتی می‌کردند که در آشفتگی اوضاع اقتصادی و افزایش فقر دست داشتند. هزاردستان (که علی حاتمی طرح اولیه آن را به نام جاده ابریشم در سال ۱۳۵۵ نوشته بود) به قدرت‌های سیاسی پنهانی می‌پرداخت که نقش مهمی در حذف و ترور اشخاص سیاسی داشتند. هم‌زمان با آغاز تولید هزاردستان، از آن جا که این سریال شرایط جغرافیایی و شهری مناسب همان دوران اوایل قرن چهاردهم شمسی را می‌طلبید، احداث شهرک سینمایی نیز با طراحی خاص آغاز شد.
۱۰ هکتار مساحت برای ساخت و بازسازی تهران قدیم در نظر گرفته شد، و سپس عکس‌هایی از ساختمان‌ها، عمارت‌های دولتی، محله‌ها، خیابان‌های تهران و لباس و نوع پوشش و… تهیه شد.
حاتمی عکس‌ها و اسناد را در شهرک سینمایی ایتالیا، به نام چینه‌چیتا با کمک نقاشی ایتالیایی اتود زد و تابلوهای کوچکی به وجود آورد. سپس با کمک یکی از بهترین دکوراتورهای ایتالیایی به نام جانی کورتینا و گروه بزرگ او، نقشه شهرک را در مقیاس ۱:۱۰۰ ترسیم کرد و با ساخت ماکتی از شهرک به ایران بازگشت و پس از مدتی با بررسی اراضی کناره بزرگراه تهران کرج، احداث شهرک در اسفند سال ۱۳۵۸ آغاز شد.
از مکان‌های سریال هزاردستان به میدان توپخانه، ساختمان شهرداری، ساختمان عدلیه، خیابان لاله‌زار، خیابان اکباتان، جواهر فروشی قازاریان، گراند هتل، ساختمان شاه‌آباد و کافه پارس تهران قدیم می‌توان اشاره کرد. نماهایی از خیابان اکباتان، لاله‌زار، و تهران قدیم بین سال ۱۳۱۵ تا ۱۳۲۰، نیز موجود است. یکی دیگر از بناهای مهم سریال هزاردستان، ساختمان سینما تابان است که نبش خیابان لاله‌زار واقع شده‌است و جزو اولین سینماهای تهران است که اولین فیلم ناطق ایرانی نیز به نام دختر لر، ساخته عبدالحسین سپنتا، در آن اکران شد.
علاوه بر نماهای مربوط به تهران قدیم، سعی شده‌است تا نماهایی از باشتین و سبزوار به نمایش گذاشته شوند.
لوکیشن‌های فیلم‌هایی همچون شیخ مفید، سربداران، هشت بهشت، کاراگاه علوی، کفش‌های میرزا نوروز و… در این شهرک بوده‌است. برای فیلم مریم مقدس هم بخشی از اورشلیم در این شهرک بازسازی شد.
در دل خیابان لاله‌زار کوچه‌ای برای فیلم تختی ساخته شد که نمایانگر محله قدیم خانی‌آباد باشد.

## لوکیشن‌ها

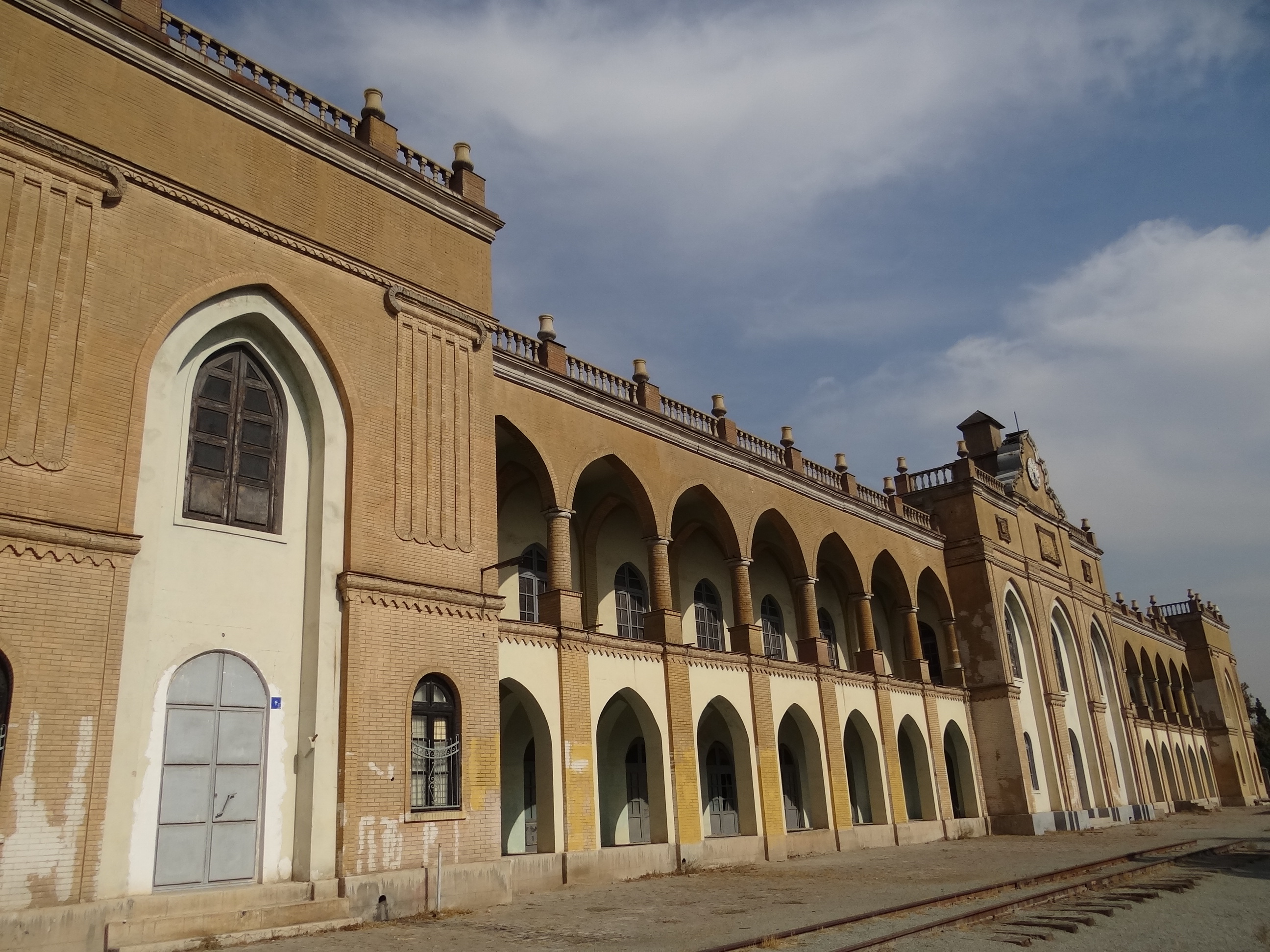
نمای بازسازی شده ساختمان بلدیه

لوکیشنهای موجود در شهرک خود به سه بخش تقسیم می‌گردد:
الف: مجموعه دکورها و بناهای دوره قبل از اسلام به مساحت ۱۵۰۰۰ متر مربع
ب: مجموعه دکورها و بناهای دوره بعد از اسلام به مساحت ۳۵۰۰۰ متر مربع
ج: مجموعه دکورها و بناهای دوره معاصر به مساحت ۶۲۰۰۰ متر مربع

### معرفی لوکیشن‌ها
۱. لوکیشن مریم مقدس:
لوکیشن موجود با مساحتی بیش از ۵۰۰۰ متر مربع و با معماری دوران قبل از اسلام شهر اورشلیم جهت تهیهٔ مریم مقدس در سال ۱۳۷۸ ساخته شده‌است. این مجموعه مورد استفاده سریال‌های دیگری مانند بشارت منجی، ابراهیم خلیل‌الله، ستاره خضرا، مسافر زمان، اشک‌ها و لبخندها و راه آبی ابریشم قرار گرفته‌است.
۲. لوکیشن شهر کوفه:
لوکیشن موجود با مساحتی در حدود ۶۲۰۰۰ متر مربع و با معماری عربی دوران بعد از اسلام جهت تولید مجموعهٔ امام علی در سال ۱۳۷۱ ساخته شده‌است. این مجموعه مورد استفاده سریال‌های دیگری مانند ولایت عشق، تنهاترین سردار، طفلان مسلم، آخرین دعوت، ناسپاس و برنامه‌های مناسبتی قرارگرفته‌است.
۳. لوکیشن لاله زار:
لوکیشن موجود با مساحتی در حدود ۴۰۰۰ متر مربع و با معماری دوره معاصر جهت تهیه سریال هزاردستان در سال ۱۳۵۸ ساخته شده‌است. این مجموعه مورد استفاده سریال‌های دیگری مانند در چشم باد، کلاه پهلوی، سرزمین مادری، جهان پهلوان تختی، شب دهم، مدار صفر درجه، کیف انگلیسی، معمای شاه، قبله عالم، شهرزاد، شبکه مخفی زنان و شب‌های برره قرارگرفته‌است.
۴. لوکیشن بازارچه خانی آباد: لوکیشن موجود با مساحتی در حدود ۲۰۰۰ متر مربع و با معماری دوره معاصر جهت تهیه فیلم جهان پهلوان تختی در سال ۱۳۷۴ ساخته شده‌است. این مجموعه مورد استفاده بسیاری از پروژه‌های مرتبط با دوره معاصر و تهران قدیم قرار گرفته‌است.
۵. لوکیشن کلاه پهلوی:
لوکیشن موجود با مساحتی در حدود ۷۰۰۰ متر مربع و با معماری دوره معاصر جهت تهیه سریال کلاه پهلوی در سال ۱۳۸۴ ساخته شده‌است.
۶. لوکیشن سرزمین مادری:
لوکیشن موجود با مساحتی در حدود ۲۰۰۰۰ متر مربع و با معماری دوره معاصر در دو بخش (میدان بهارستان و محله‌های قدیم تهران به روش فنی و صنعتی سازی) جهت تهیه سریال سرزمین مادری در سال ۱۳۸۶ احداث گردیده‌است.
۷. لوکیشن تبریز در مه: لوکیشن موجود با مساحتی در حدود ۱۰۰۰۰ متر مربع و با معماری دوره معاصر جهت تهیه سریال تبریز در مه در سال ۱۳۸۹ با تغییر در دکورهای سریال نردبام آسمان ساخته شده‌است که تداعی شهر و بازار تبریز را می‌کند.
۸. لوکیشن همچو سرو:
لوکیشن موجود با مساحتی در حدود ۲۰۰۰ متر مربع و با معماری دوران دفاع مقدس جهت تهیه سریال همچون سرو در سال ۱۳۸۹ ساخته شده‌است.
۹. تکیه دولت:
لوکیشن موجود با مساحتی در حدود ۱۵۰۰ متر مربع و با معماری دوره معاصر در سال ۱۳۸۰ به صورت نیمه تمام ساخته شده‌است. اما به دلیل عدم رعایت اصول فنی امکان بهره‌برداری از آن هرگز میسر نگردید. بر اساس نظر کارشناسان، این سازه سازمان فاقد استفاده بود و تخریب شد.
۱۰. سوله شهرداری:
فضای موجود با مساحتی در حدود ۹۵۰ متر مربع جهت نصب دکور برای برنامه سازان تکمیل گردیده و در سال ۱۳۸۶ در زمان مدیریت سیمافیلم بخشی از دکورهای سریال یوسف و دکور سریال شیخ بهایی در این سوله نصب گردید که عملاً کارایی خاصی نداشت و در حال حاضر مقرر گردیده‌است دکورهای داخل این سوله جمع‌آوری گردد تا بتوان در اختیار برنامه سازان به عنوان یک فضای سرپوشیده (جهت نصب دکور و ضبط برنامه) قرار گیرد. از دکور سریال شیخ بهایی فقط یکبار در سریال کیمیاگر و تبریز در مه استفاده شده‌است.
۱۱. مجموعه گراند هتل:
لوکیشن موجود با مساحتی در حدود ۱۰۰۰ متر مربع از دو بخش رستوران و چایخانه سنتی تشکیل شده‌است. این مجموعه در سال ۱۳۵۹ به منظور استفاده در سریال هزاردستان احداث گردید. در حال حاضر مجموعه به صورت اجاره در اختیار بخش خصوصی می‌باشد.
۱۲. فیلودلفیا (فیلادلفیا) سال ۲۷۰ پیش از میلاد شامل:
بازارچه، کاخ دقیانوس، کلیسا، دوازده شهر، عمارت دادگاه برای سریال‌های مردان آنجلس و بشارت منجی
۱۳. اورشلیم سال ۱۷ پیش از میلاد شامل:
کاخ هیرود، خانه زکریا، خانه مریم، بازارچه، هیکل سلیمان، برای فیلم‌برداری سریال بشارت منجی و فیلم مریم مقدس.
1. قبله عالم (مجموعه نمایش خانگی)
2. شبکه مخفی زنان
3. شهرزاد (مجموعه نمایش خانگی)
4. معمای شاه (مجموعه تلویزیونی)
5. بخشی از سریال هیولا
6. خاتون (مجموعه نمایش خانگی)
7. جیران (مجموعه نمایش خانگی)

## آتش‌سوزی
عصر روز ۱۴ شهریور ۱۳۸۷ خبرگزاری‌ها اعلام کردند این شهرک سینمایی دچار آتش‌سوزی شده‌است.

## نگارخانه

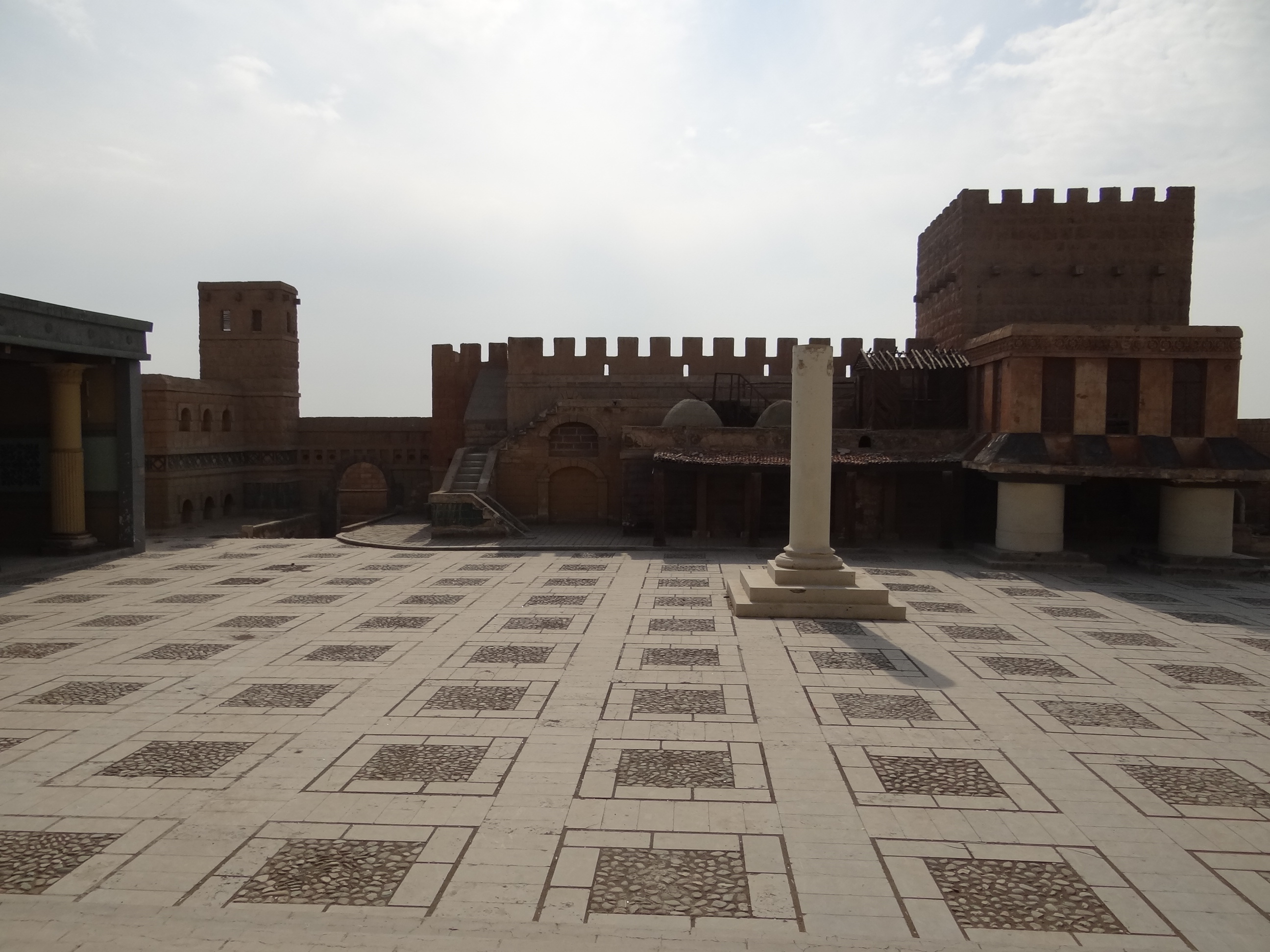
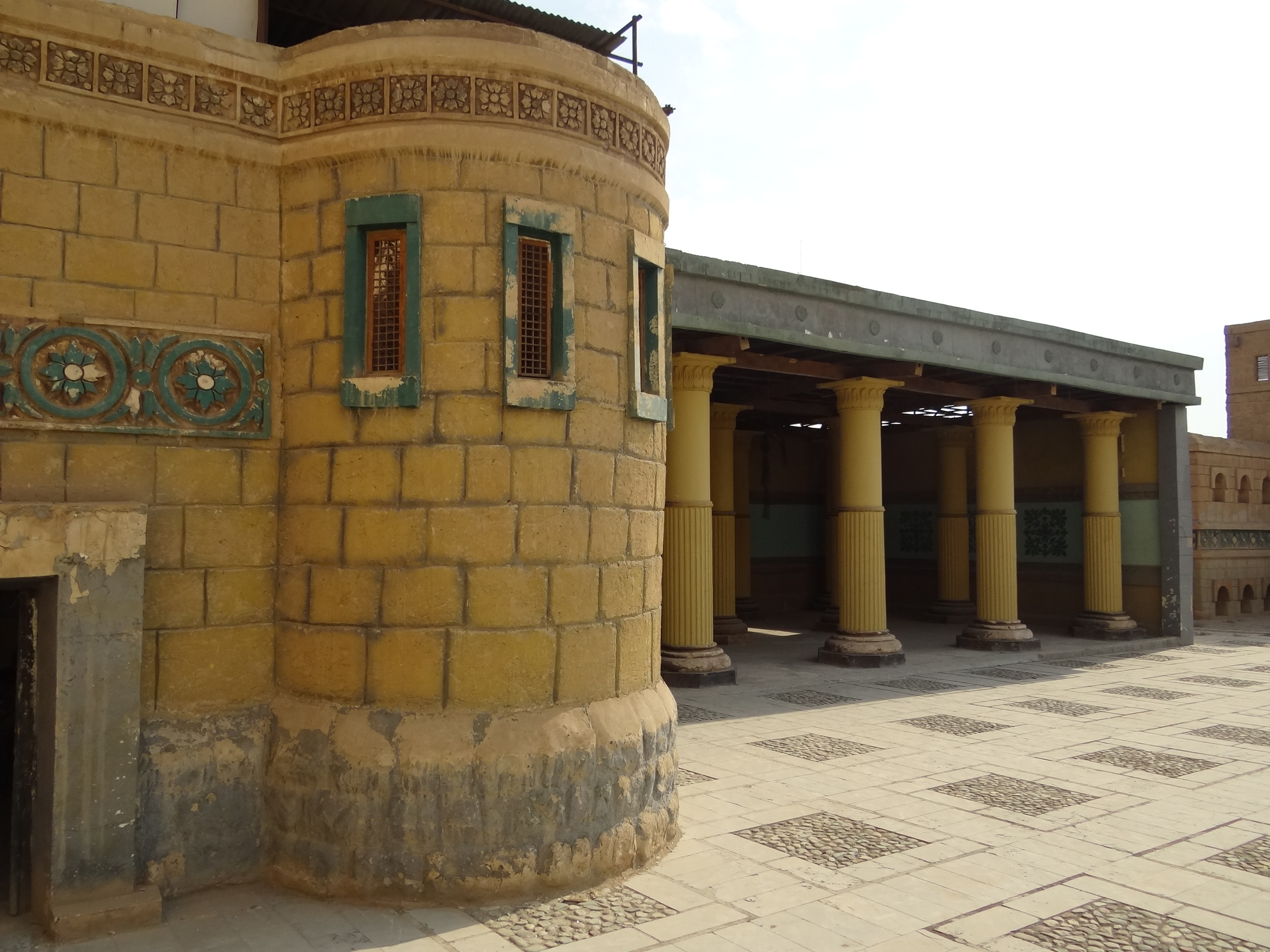
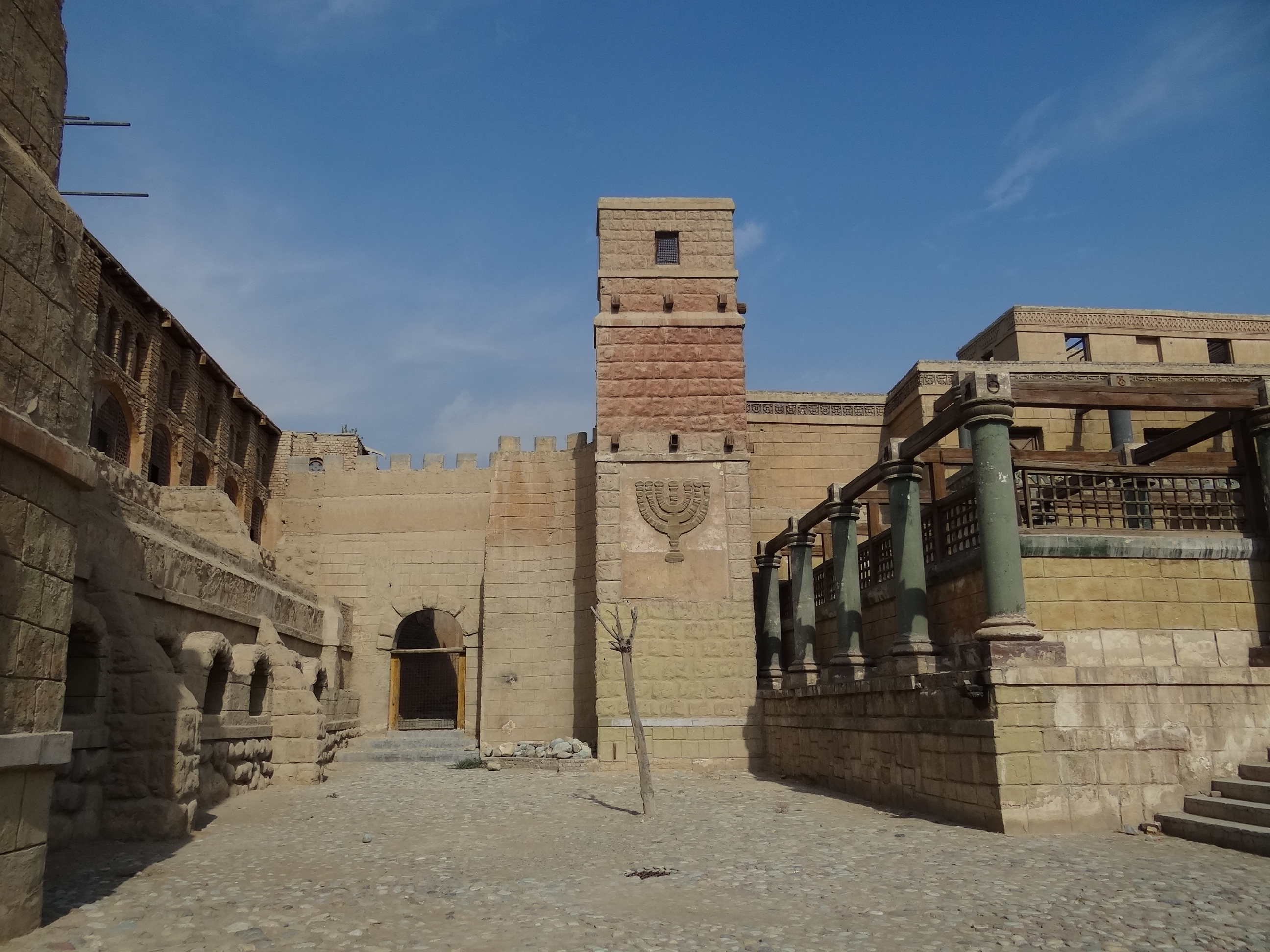
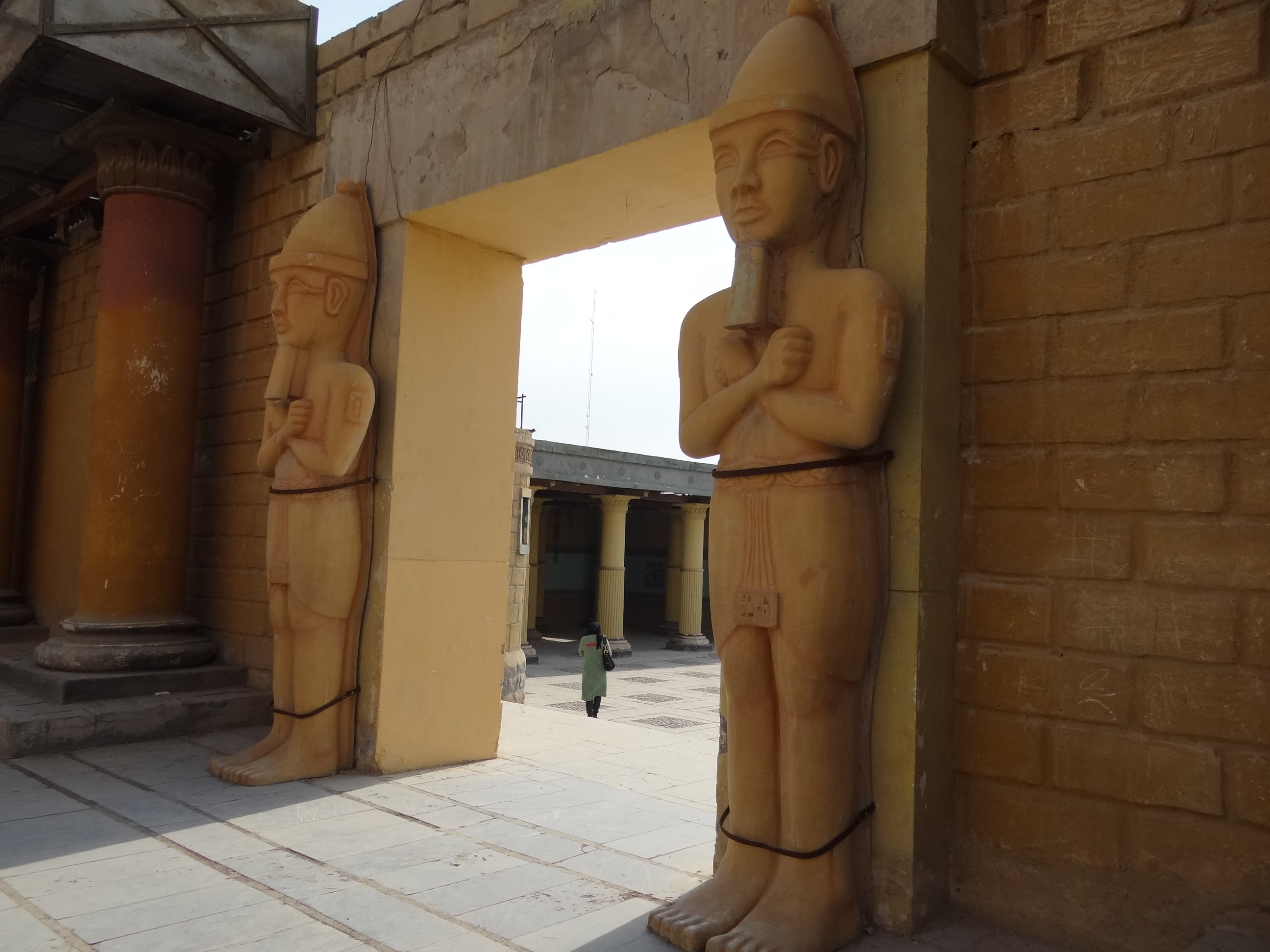
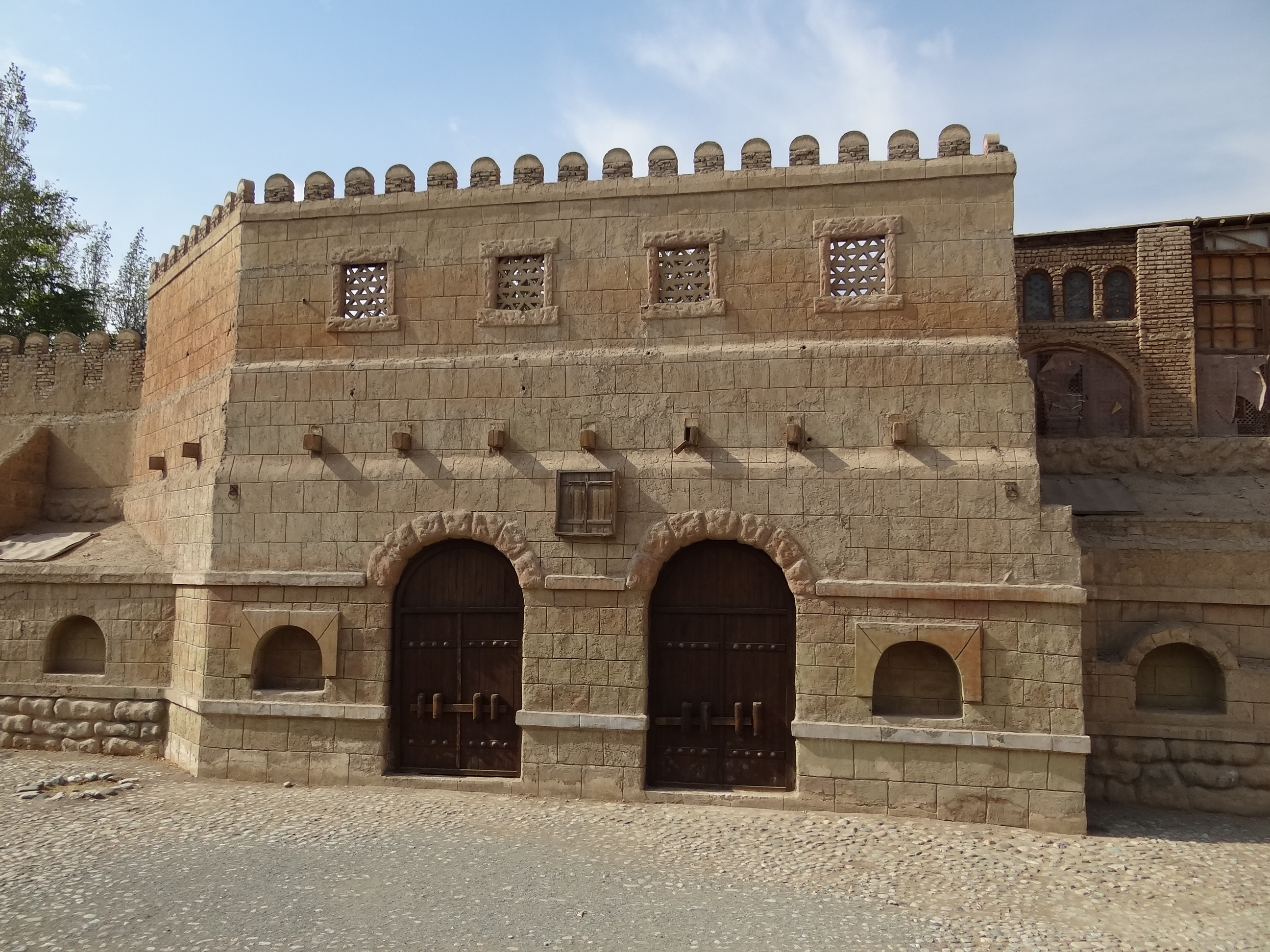
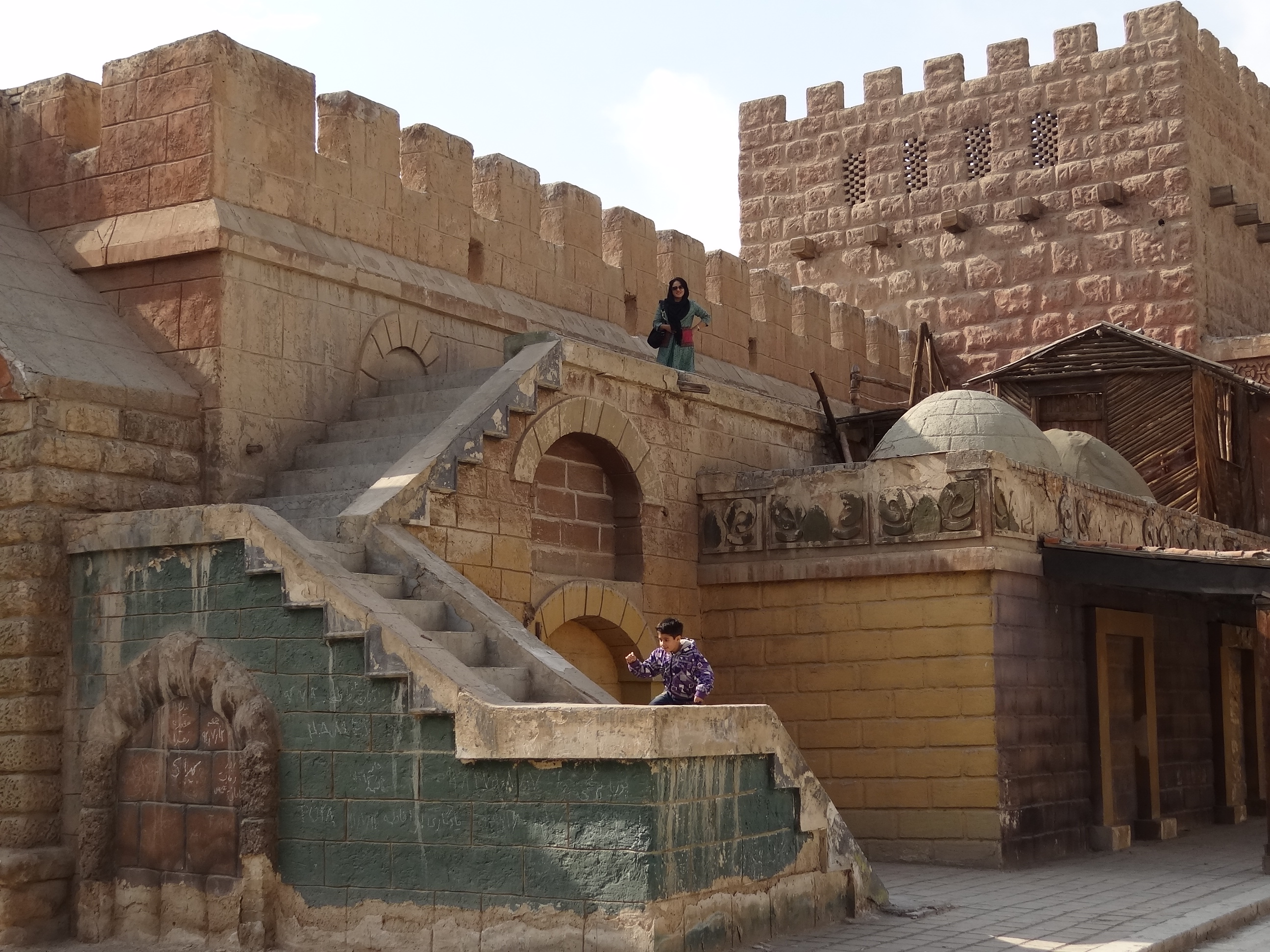
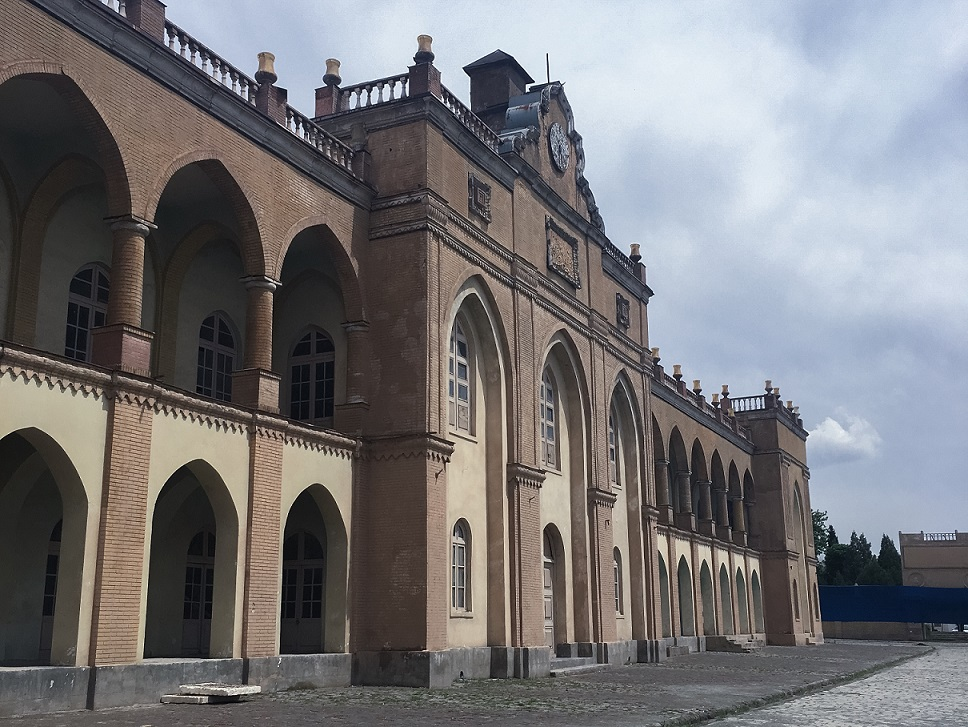
دکور ساختمان بلدیه
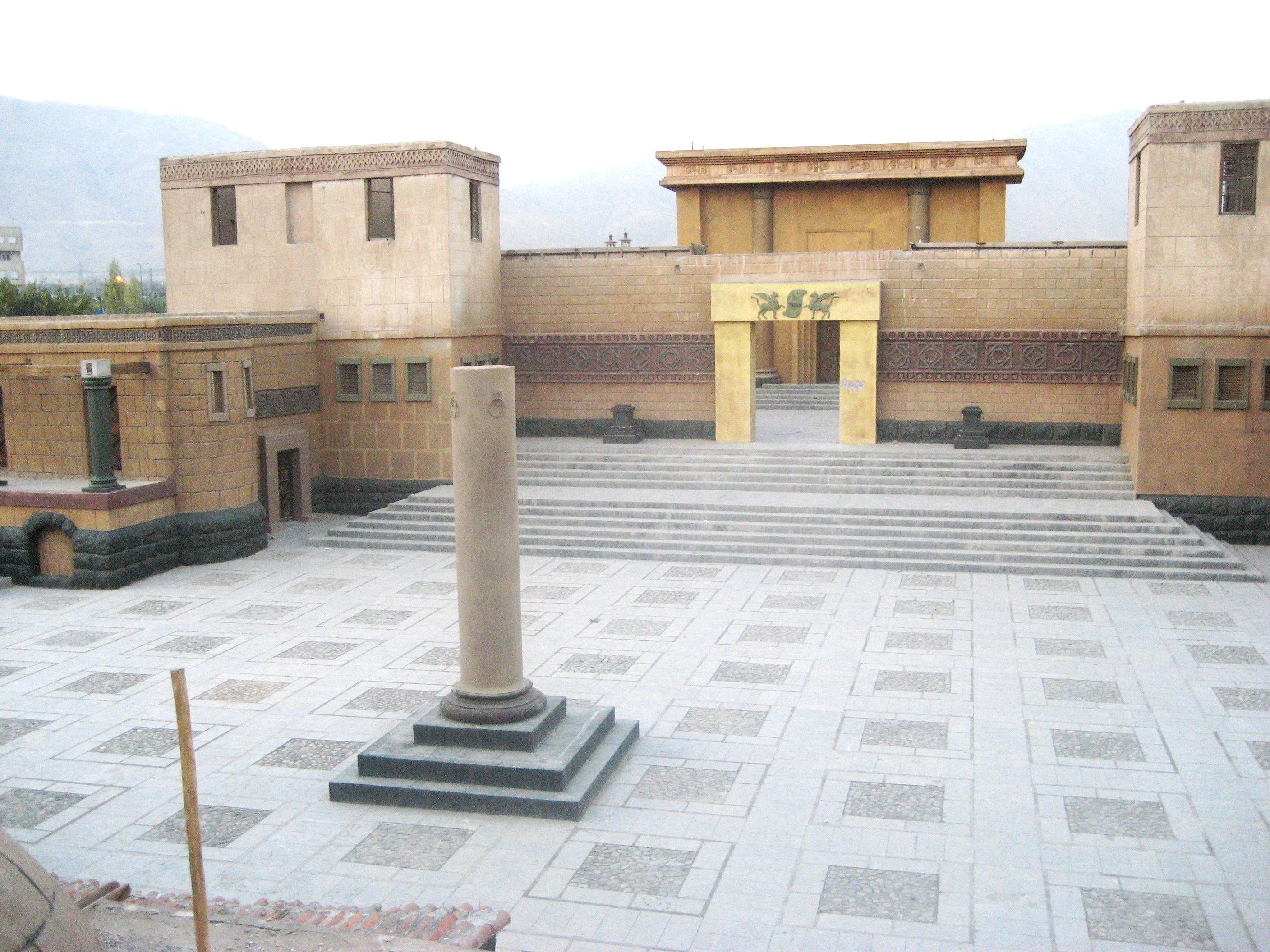
دکور معبد اورشلیم
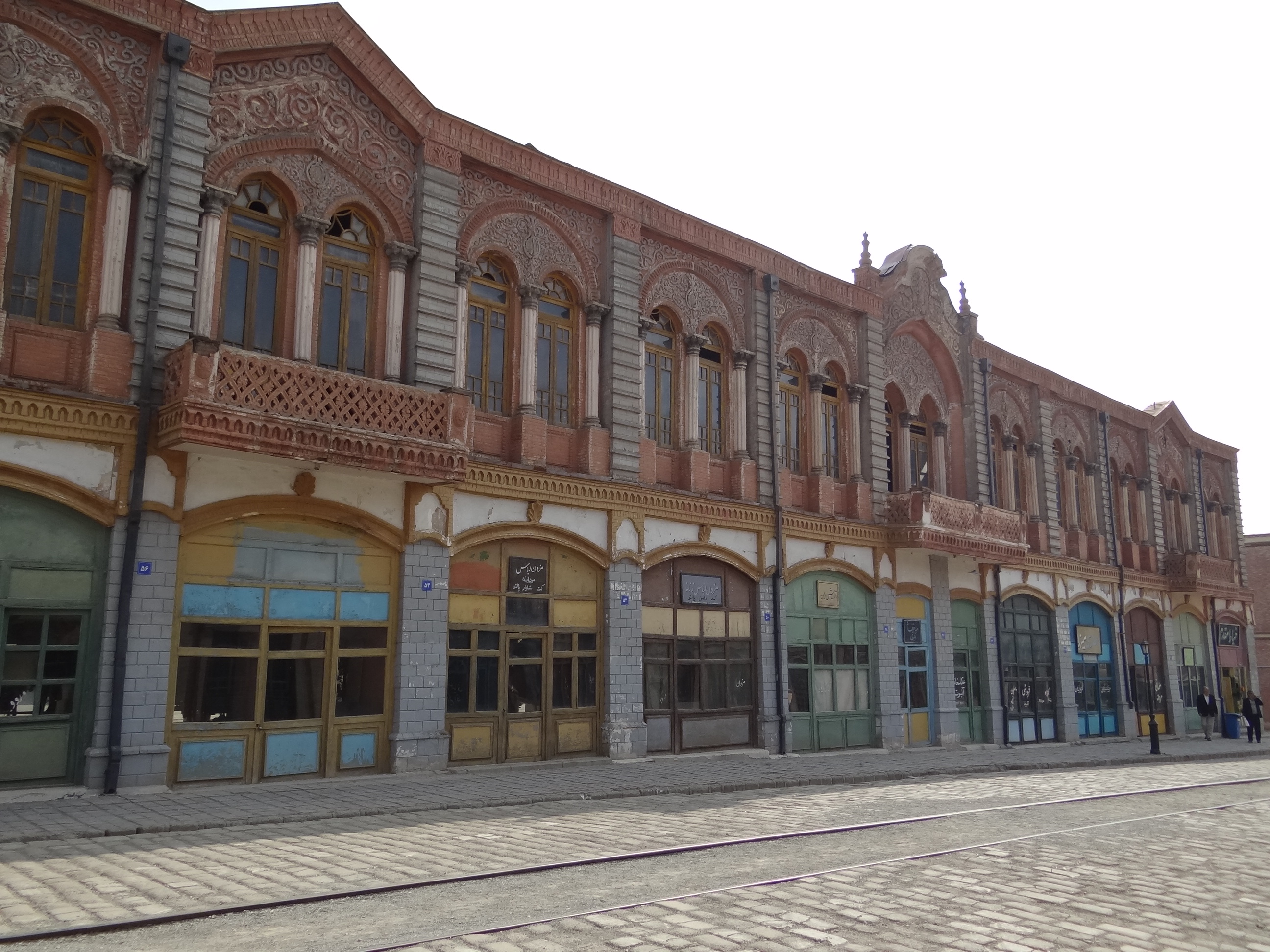
دکور خیابان لاله‌زار